# 普奇瓦薩
普奇瓦薩是羅馬尼亞的城鎮，位於該國南部，距離首府特爾戈維什泰17公里，由登博維察縣負責管轄，面積40.09平方公里，海拔高度439米，2009年人口15,397，大多數居民信奉東正教。